# إدارة كوماياغوا
إدارة كوماياغوا (بالإسبانية: Departamento de Comayagua)(تلفظ بالإسبانية: ‎/komaˈʝaɣwa/‏) هي واحدة من إدارات هندوراس، وعاصمتها هي كوماياغوا، التي كانت فيما سبق عاصمة هندوراس. يبلغ عدد سكان الإدارة 562,231 نسمة (حسب تعداد عام 2020).

## التاريخ
إدارة كوماياغوا التي يعني اسمها بلغات لينكا «إهدار المياه بكثرة»، وهي أحد الإدارة السبع الأصلية التي أنشئت في 28 يونيو 1825، في ظل حكومة ديونيزيو دي هيريرا. وفي عام 1834، خلال حكومة خواكين ريفيرا براغاس، قلّص عدد إدارات هندوراس من سبع إلى أربع إدارات، ومع هذا التقسيم، اختفت إدارة كوماياغوا وأصبحت جزءًا من إدارة سان بيدرو.
وفي عام 1869، في عهد حكومة الجنرال خوسيه ماريا مدينا، قُسمت هندوراس إلى 11 إدارة. استعادة كوماياغوا منصبها الإداري، ولكن مع إنشاء إدارة لاباز". وفي 18 يونيو 1877، في ظل حكم ماركو أوريليو سوتو ضُمت إلى إدارة كوماياغوا مدينتي لاماني وسان سيباستيان، تاركاً نواة ياروميلا في إدارة لاباز المجاورة.
وفي 30 أكتوبر 1880، اتخذ الرئيس ماركو أوريليو سوتو «قرار نقل عاصمة هندوراس من كوماياغوا إلى تيغوسيغالبا، لأسباب اقتصادية واجتماعية، مما أدى إلى إنهاء تلك الخصومة» بين المدينتين.

## جغرافيا

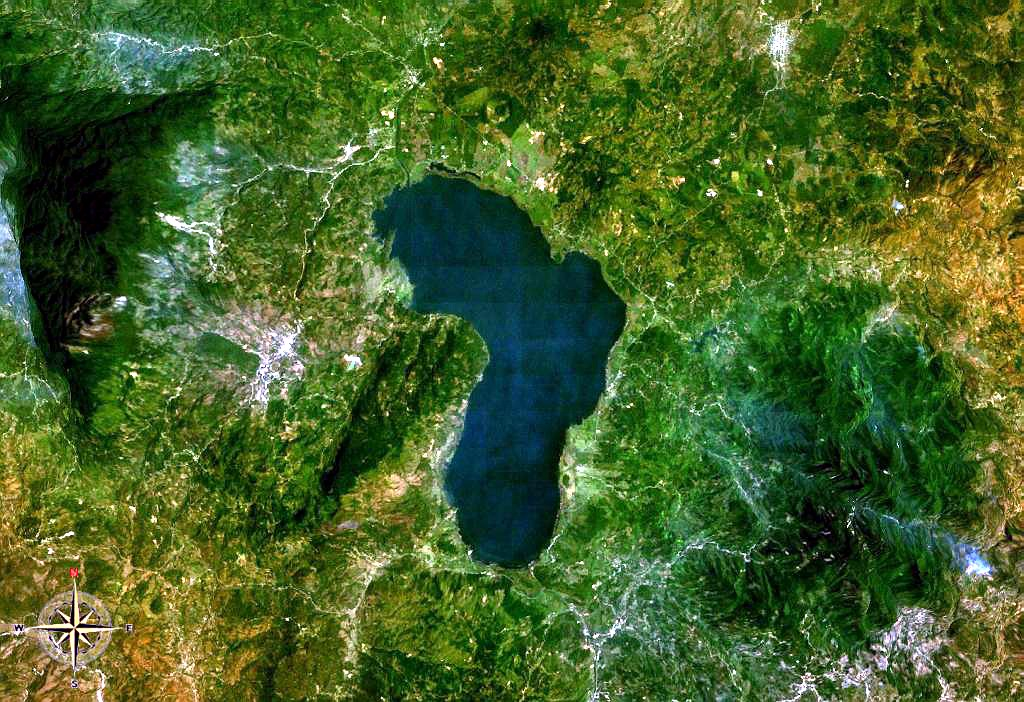
صورة قمر صناعي لبحيرة يوجوا.

إدارة كوماياغوا لها امتداد إقليمي قدره 5196.4 كيلومتر مربع، وهي سابع أكبر إدارة في هندوراس، تقع في المنطقة الوسطى الغربية من البلاد، بين الإحداثيات التالية: 14 درجة 03 درجة و 15 درجة 03 درجة شمال خط العرض؛ و 87 درجة 13 درجة و 88 درجة 05 درجة غرب خط الطول. 
تحد الإدارة من الشمال إداراتي يورو وكورتيس. ومن الجنوب، إدارتي لاباز وفرانشيسكو مورازان. ومن الغرب إداراتي إنتيبوكا وسانتا باربرا ومن الشرق إدارة يورو. وتوجد في شمال الإدارة البحيرة الطبيعية الوحيدة في هندوراس، بحيرة يوجوا. وهذه البحيرة مشتركة مع مقاطع إداراتي عتي كورتيس وسانتا باربرا.

## الاقتصاد
تاريخيًا أنتجت الإدارة: الذهب، النحاس، الزنجفر، اسبست، والفضة والأحجار الكريمة، بما في ذلك العقيق والزمرد.

## البلديات
| المرتبة | البلدية                | المساحة (كم²) | عدد السكان | الخريطة                          |
| ------- | ---------------------- | ------------- | ---------- | -------------------------------- |
| 1       | كوماياغوا              | 831.9         | 152,051    | Mapa administrativo de Comayagua |
| 2       | سيغواتبيكي             | 606.5         | 60,000     | Mapa administrativo de Comayagua |
| 3       | إل روزاريو             | 281.3         | 26,065     | Mapa administrativo de Comayagua |
| 4       | سان جيرونيمو           | 237.4         | 21,163     | Mapa administrativo de Comayagua |
| 5       | اسكياس                 | 122.1         | 14,380     | Mapa administrativo de Comayagua |
| 6       | لا ترينيداد            | 93.8          | 4,654      | Mapa administrativo de Comayagua |
| 7       | أوجو دي أجوا           | 261.4         | 21,163     | Mapa administrativo de Comayagua |
| 8       | سان خوسيه دي كوماياغوا | 111.7         | 6,727      | Mapa administrativo de Comayagua |
| 9       | ميناس دي أورو          | 397.0         | 12,571     | Mapa administrativo de Comayagua |
| 10      | سان خوسيه ديل بوتريرو  | 205.5         | 6,039      | Mapa administrativo de Comayagua |
| 11      | سان لويس               | 122.1         | 7,158      | Mapa administrativo de Comayagua |
| 12      | تولابي                 | 219.6         | 23,362     | Mapa administrativo de Comayagua |
| 13      | مامبار                 | 399.0         | 12,195     | Mapa administrativo de Comayagua |
| 14      | لا ليبرتاد             | 315.2         | 21,312     | Mapa administrativo de Comayagua |
| 15      | لاس لاجاس              | 95.0          | 7,766      | Mapa administrativo de Comayagua |
| 16      | هومويا                 | 54.7          | 1,351      | Mapa administrativo de Comayagua |
| 17      | اجوتريك                | 61.9          | 11,374     | Mapa administrativo de Comayagua |
| 18      | ليجاماني               | 23.9          | 5,246      | Mapa administrativo de Comayagua |
| 19      | لاماني                 | 303.3         | 6,303      | Mapa administrativo de Comayagua |
| 20      | فيلا دي سان انطونيو    | 342.1         | 22,516     | Mapa administrativo de Comayagua |
| 21      | سان سيباستيان          | 97.1          | 12,195     | Mapa administrativo de Comayagua |

## أعلام
- أنطونيو خوسيه ريفاس، شاعر.
- كاستو خوسيه ألفارادو، عام وسياسي.
- فرانسيسكو كروز كاسترو، الرئيس المؤقت لهندوراس والدبلوماسي.
- فرانسيسكو دي أجيلار، الرئيس المؤقت.
- جونزالو جوارديولا، كاتب.
- خواكين دي سان مارتين، رئيس دولة السلفادور
- خوسيه فرانسيسكو مونتيس فونسيكا، رئيس دولة هندوراس.
- خوسيه سانتياغو بويسو سوتو، الرئيس المؤقت لهندوراس.
- خوان أنخيل أرياس، القائم بأعمال رئيس دولة هندوراس.
- خوان أنخيل أرياس بوكوين، رئيس هندوراس عام 1903.
- ماريا جينوفيفا دي خيسوس غوارديولا أربيزي، السيدة الأولى لكوبا.
- مونيكو بويسو سوتو، رئيس هندوراس.
- ليون ألفارادو، محامٍ ودبلوماسي من هندوراس في أوروبا.
- سلفادور أغيري، رئيس مؤقت.